# Kim Min-ho (Fußballspieler, 1991)
Kim Min-ho (kor. 김민호; * 28. Dezember 1991) ist ein ehemaliger südkoreanischer Fußballspieler.

## Karriere
Kim Min-ho stand von 2012 bis 2014 in Singapur bei Balestier Khalsa unter Vertrag. Wo er vorher gespielt hat, ist unbekannt. Der Verein spielte in der ersten singapurischen Liga, der S. League. 2013 gewann er mit dem Verein den Singapore League Cup. Im folgenden Jahr gewann er mit Khalsa den Singapore Cup. Das Finale gegen Home United gewann man mit 3:1. Hier schoss er in der 28. Minute per Elfmeter das Tor zur 2:0-Führung. Für Khalsa stand er 47-mal in der ersten Liga auf dem Spielfeld. Hierbei schoss er 14 Ligatore.
Am 1. Januar 2015 beendete er seine Karriere als Fußballspieler.

## Erfolge
Balestier Khalsa
- Singapore League Cup: 2013
- Singapore Cup: 2014